# عبدالرضا سودبخش
عبدالرضا سودبخش (۲۶ دی ۱۳۲۸ در بندر انزلی - ۳۰ شهریور ۱۳۸۹) دانشیار و عضو هیئت علمی دانشگاه علوم پزشکی تهران بود. وی رئیس بخش عفونی و پزشک متخصص بیماری‌های عفونی در بیمارستان امام خمینی تهران و کارشناس دادگاه‌های پزشکی قانونی و کارشناس نظام پزشکی کشور بود. او در تاریخ ۳۰ شهریور ۱۳۸۹ کشته شد.
سودبخش یکی از پزشکان مرتبط با بازداشتگاه کهریزک بود که به بیماری‌های عفونی در مجاری ادراری و تناسلی بازداشت‌شدگان رسیدگی کرده بود و برای اعلام اینکه آن‌ها مننژیت گرفته بودند تحت فشار بود. اما اسماعیل احمدی مقدم سیاسی بودن ترور این پزشک را رد نمود و اعلام کرد این پرونده هیچ ارتباطی با کهریزک ندارد.

## سمت‌های اجرایی
شامل عضویت در کمیته پژوهشی بخش عفونی، ریاست درمانگاه عفونی، ریاست کمیته کنترل عفونت درمانگاهی و اورژانس مجتمع بیمارستانی امام خمینی و عضویت در کمیته آموزش و پژوهش فدراسیون پزشکی ورزشی ایران بود. سودبخش کارشناس دادگاه‌های پزشکی قانونی نیز بود.

## معاینه دستگیرشدگان کهریزک
فرزند عبدالرضا سودبخش می‌گوید «همه مدارک پدر من هست پرونده‌های پزشکی او ثبت شده برخی از بیمارانی که پدرم داشت کسانی بودند که در زندان به آنها تجاوز شده بود. پدر من پزشک متخصص بیماری‌های عفونی بود. من دقیقاً یادم است مدتی بود به شدت به هم ریخته بود طوری که می‌فهمیدیم اتفاقی افتاده. آن روزها خیلی توی خودش بود. وقتی به او می‌گفتیم چی شده حرفی نمی‌زد اما یکبار گفت چقدر نامرد هستند چگونه توانسته‌اند به یک بچه ۱۸ ساله در حدی تجاوز کنند که فوت کند؟ آخر چطور توانستند اینطور به بچه‌های مردم تجاوز کنند و … پرونده‌های پزشکی پدرم هست و نمی‌توان این مسئله را با انکار تمام کرد.» وی در ادامه می‌افزاید «به او گفته بودند دربارهٔ قربانیان کهریزک رسماً گواهی دهد که تشخیصش مننژیت است. اما پدر من گفته بود باید آنها را ببیند. بعد که دیده بود گفته بود این بچه‌ها زیر شکنجه فوت کرده‌اند و مننژیت نبوده.»

## ترور
او در تاریخ ۳۰ شهریور ۱۳۸۹ در ساعت ۲۱ هنگام خروج از مطب خود به ضرب گلوله افراد ناشناس با سلاح مجهز به صداخفه‌کن در بلوار کشاورز به قتل رسید. سپس ترور کنندگان که چهار نفر و با دو موتور بودند خلاف جهت بلوار کشاورز را حرکت کرده و فرار کرده‌اند. فرزند وی می‌گوید در بررسی‌ها به آنها گفته‌اند که دوربین‌های بلوار کشاورز در آن زمان از کار افتاده‌اند. وی می‌گوید که داروخانه همان‌جا و مطب دوربین مدار بسته داشته‌اند. فیلم‌ها را بردند اما در مقابل درخواست شناسایی افراد پاسخی ندادند. وی می‌گوید که بر اساس این که ضاربان نقاب به چهره نداشتند، با شهادت شاهدان عینی از آنها چهره‌نگاری شد، اما دادسرا و وزارت اطلاعات هیچ توجهی به این چهره‌نگاری نکردند.

## دربارهٔ عبدالرضا سودبخش
کتاب یادنامه‌ای برای عبدالرضا سودبخش با عنوان غروب تلخ خورشید توسط مهری سنجابی نگارش و منتشر شده‌است.